# برايان فيتزجيرالد
برايان فيتزجيرالد (بالإنجليزية: Brian Fitzgerald)‏ هو لاعب كرة قاعدة أمريكي، ولد في 26 ديسمبر 1974 في ودبريدغ في الولايات المتحدة.